# Dach namiotowy

Dach namiotowy

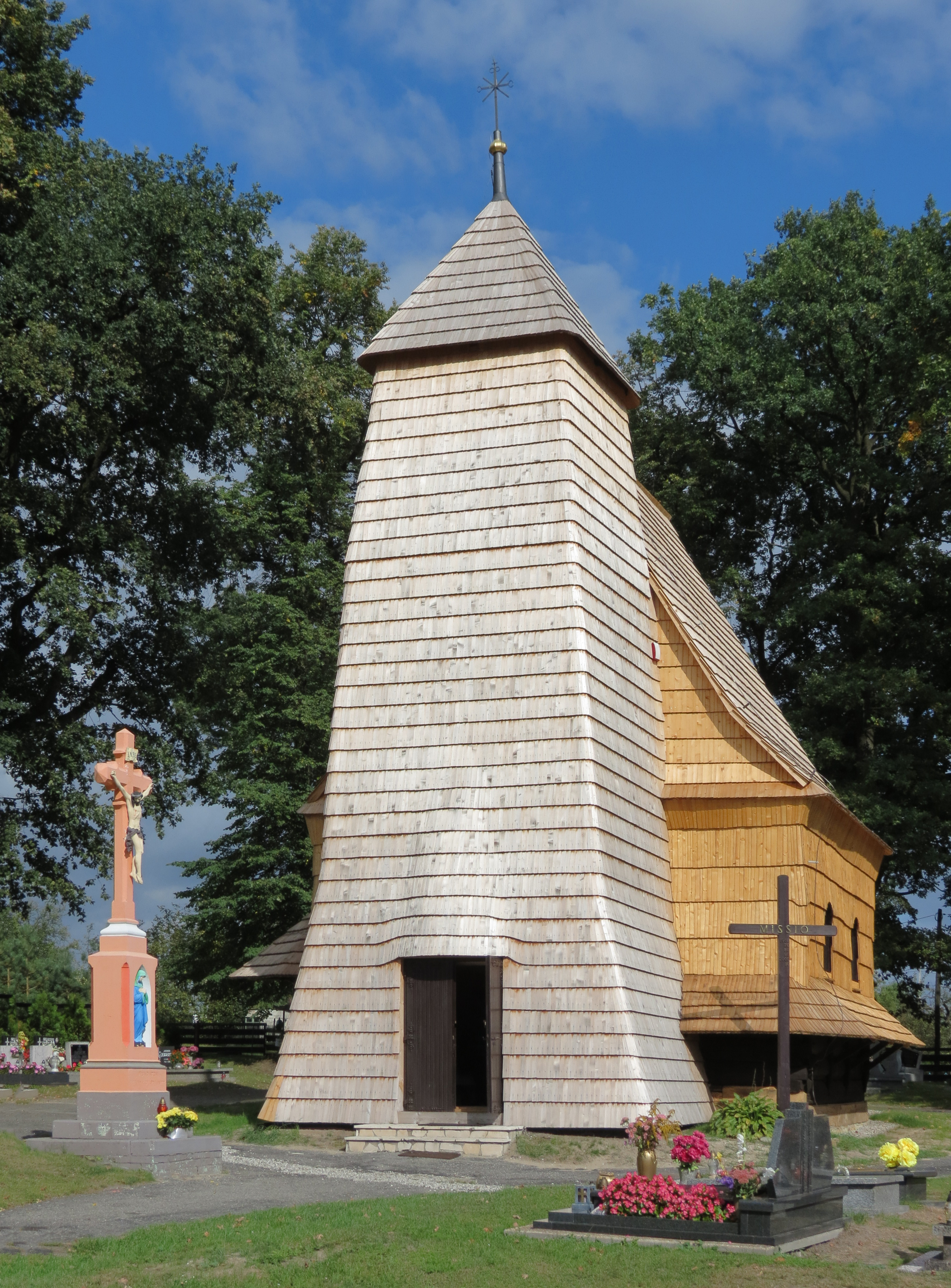
Wieża kościoła w Zacharzowicach nakryta dachem namiotowym

Dach namiotowy („szatrowy”) – dach o kilku trójkątnych połaciach zbiegających się w jednym wierzchołku, przykrywający budynek na planie wielokąta foremnego. Liczba połaci zależy od kształtu rzutu budynku.
Dach namiotowy czterospadowy nazywany jest także dachem brogowym.
Odmianą dachu namiotowego jest dach stożkowy, w przypadku gdy rzut budynku jest kołem. Dach stożkowy skonstruowany jest z promieniście ustawionych krokwi opartych na łukowej murłacie, połączonych górą w jednym punkcie. Dachy stożkowe mogą być pełne lub częściowe.